# Ричленд (округ, Іллінойс)
Шаблон:StateAbbr_ 38°43′ пн. ш. 88°05′ зх. д. / 38.71° пн. ш. 88.09° зх. д.
Округ  Ричленд (англ. Richland County) — округ (графство) у штаті  Іллінойс, США. Ідентифікатор округу 17159.

## Історія
Округ утворений 1841 року.

## Демографія
За даними перепису 
2000 року 
загальне населення округу становило 16149 осіб, зокрема міського населення було 8717, а сільського — 7432.
Серед мешканців округу чоловіків було 7796, а жінок — 8353. В окрузі було 6660 домогосподарств, 4534 родин, які мешкали в 7468 будинках.
Середній розмір родини становив 2,92.
Віковий розподіл населення поданий у таблиці:
| Стать    | До 15 років | 15-21 | 22-29 | 30-39 | 40-49 | 50-65 | 65-85 | Понад 85 |
| -------- | ----------- | ----- | ----- | ----- | ----- | ----- | ----- | -------- |
| Чоловіки | 1647        | 828   | 681   | 1066  | 1160  | 1258  | 1021  | 135      |
| Жінки    | 1560        | 775   | 697   | 1073  | 1206  | 1356  | 1380  | 306      |

## Суміжні округи
- Джеспер — північ
- Кроуфорд — північний схід
- Лоуренс — схід
- Вабаш — південний схід
- Едвардс — південь
- Вейн — південний захід
- Клей — захід

## Виноски
1. ↑  U.S. Decennial Census. United States Census Bureau. Архів оригіналу за 26 квітня 2015. Процитовано 8 липня 2014.
2. ↑  Historical Census Browser. University of Virginia Library. Архів оригіналу за 11 серпня 2012. Процитовано 8 липня 2014.
3. ↑  Population of Counties by Decennial Census: 1900 to 1990. United States Census Bureau. Архів оригіналу за 24 квітня 2014. Процитовано 8 липня 2014.
4. ↑  Census 2000 PHC-T-4. Ranking Tables for Counties: 1990 and 2000 (PDF). United States Census Bureau. Архів оригіналу (PDF) за 18 грудня 2014. Процитовано 8 липня 2014.
5. ↑  State & County QuickFacts. United States Census Bureau. Архів оригіналу за 17 липня 2011. Процитовано 8 липня 2014.(англ.) Наведено за англійською вікіпедією.
6. ↑  American FactFinder. Бюро перепису населення США. Архів оригіналу за 26 лютого 2012. Процитовано 31 січня 2008.

| США | Це незавершена стаття з географії США. Ви можете допомогти проєкту, виправивши або дописавши її. |